# Magnus (zespół muzyczny)
Magnus – polska grupa muzyczna wykonującą death metal. Powstała w 1987 roku we Wrocławiu. W 1997 roku zespół został rozwiązany. W 2010 roku muzycy wznowili działalność oraz nagrali album Acceptance Of Death, który ukazał się tego samego roku nakładem Witching Hour Productions.

## Historia
Zespół powstał w 1987 roku we Wrocławiu w składzie: Robert "Rob Bandit" Szymański, Maciej "Python" Puto, Bernard "Bastard" Wyjadłowski, Edward "Edi" Juszczak oraz J. Rakowicz. Pierwszy utwór skomponowany przez formację nosił tytuł "Trash Attack". Pozostałą część repertuaru stanowiły kompozycje Macieja Puto utrzymane w stylistyce speed-power metalowej. Rok później na zaproszenie periodyku "Hier Aujour' hui - Demain" grupa dała szereg koncertów we Francji. Po powrocie do Polski zespół opuścił Rakowicz, którego zastąpił Jarosław "Jaras" Dudrak. W odnowionym składzie Magnus nagrał demo zatytułowane Trash Speed Blood. Wydawnictwo ukazało się nakładem samego zespołu w 1988 roku. Wkrótce potem obowiązki menadżera objął Krzysztof "Kris" Brankowski.
W 1991 roku nakładem wydawnictwa MIL ukazała się kaseta Scarlet Slaughterer. Rok później firma Digiton Records wydała na płycie CD reedycję albumu Scarlet Slaughterer. Pomiędzy majem a czerwcem tego samego roku w Izabelinie Magnus zarejestrował jedenaście kompozycji. Efektem prac był album I Was Watching My Death wydany lipcu nakładem Blackend Records. Osiem utworów pochodzących z wydawnictwa wydała następnie w Polsce firma Carnage Records na kasecie pt. The Gods Of The Crime. Na przełomie września i października 1993 roku w studio Izabelin grupa nagrała kompozycje z przeznaczeniem na roboczo zatytułowany album Perfect Crime. Płyta ostatecznie pt. Alcoholic Suicide ukazała się w 1994 roku nakładem wytwórni muzycznej Metal Mind Productions. Kolejna dwa lata muzycy spędzili promując płytę podczas koncertów w ramach trasy Alcoholic Suicide Tour. W 1997 roku formacja zawiesiła działalność. 
W 2010 roku Magnus wznowił działalność w składzie Robert "Rob Bandit" Szymański, Maciej "Python" Puto, Wojtek "Guzz" Pęczek, Grzegorz "Greg" Zarzycki oraz Jarosław "Jaras" Dudrak. 15 września tego samego roku nakładem Witching Hour Productions ukazał się pierwszy album grupy po reaktywacji pt. Acceptance Of Death. Nagrania zostały zarejestrowane w studiach Tower, DSP oraz ATK. Miksowanie we wrocławskim studiu Fonoplastykon wykonał Marcin Bors.

## Dyskografia
Albumy studyjne
- Scarlet Slaughterer (1991, Mil Records; 1992, Digiton Records)
- I Was Watching My Death (1992, Blackend Records)
- The Gods Of The Crime (1992, Carnage Records)
- Alcoholic Suicide (1994, Metal Mind Productions)
- Acceptance Of Death (2010, Witching Hour Productions)

Dema
- Power Metal Demo  (1987)
- Trash Speed Blood (1988)
- The Gods Of The Crime (1991)